# Dionisio Alcalá Galiano
Dionisio Alcalá-Galiano y Alcalá-Galiano (Cabra, Córdoba, 8 de octubre de 1760-Cabo Trafalgar, 21 de octubre de 1805) fue un destacado marino, cartógrafo, militar y científico español, brigadier de la Real Armada Española, célebre por su heroica actuación y muerte en la batalla de Trafalgar al mando del navío de línea Bahama.

## Vida

### Inicio de su carrera
De padre menciano y madre egabrense del mismo linaje, en 1772 ingresó en el Real Colegio de la Purísima Concepción de Cabra (Córdoba), ciudad en la que residía desde su nacimiento. En 1774, a los 14 años de edad, se trasladó a San Fernando (Cádiz) donde ingresó en la Real Armada, sentando plaza de guardiamarina. Estudioso y aplicado, amante de las ciencias, se distinguió pronto como cartógrafo. Muy joven fue destinado a cooperar en la formación de las cartas marítimas, trabajo por el cual sintió desde entonces particular afición y en el que se distinguió con sumo provecho de la ciencia.
Embarcó en la fragata Júpiter en 1776 y al año siguiente tomó parte en la expedición que contra los portugueses llevó a cabo una escuadra al mando del marqués de Casa Tilly, con un cuerpo de desembarco a las órdenes del general Pedro de Cevallos, que tuvo por resultado la toma de la isla Santa Catarina en la costa del Brasil.
Pasó después a Montevideo y participó en el bloqueo y rendición de la Colonia del Sacramento, ocupada por los portugueses, como oficial de órdenes de Gabriel de Guerra, comandante del Río de la Plata. Embarcó en el paquebote San Cristóbal y en él sirvió dos años en aguas del archipiélago de las islas Malvinas, donde el gobierno español trataba de hacer valer su soberanía una década después de la expedición y el intento de apropiación francesa a cargo de Louis Antoine de Bougainville.
En 1778 ascendió a alférez de fragata. De nuevo en Montevideo, y declarada la guerra a Gran Bretaña, se dedicó al corso apresando a una fragata mercante enemiga. Regresó a Cádiz a bordo de la fragata Santa Bárbara.
Durante todos estos años, su afición a las ciencias le llevó a ampliar sus conocimientos, haciendo los estudios que por aquellos años se denominaban sublimes, mayores y astronómicos.

### Expedición al estrecho de Magallanes
Cuando finalmente se firmó la paz con Gran Bretaña, el ministerio de Marina pensó en perfeccionar los levantamientos topográficos de las costas de España y redactar su derrotero. Fue designado para ello Vicente Tofiño, para que, con el personal a sus órdenes en el Observatorio de Marina, llevase a cargo el cometido. Se le asignaron una fragata y un bergantín de escaso calado que le permitiese acercarse a la costa. De esta comisión, que duró de 1783 a 1788, formó parte Alcalá Galiano embarcado en la fragata Luisa en los años 1784 y 1785.
Pronto sus conocimientos astronómicos e hidrográficos tuvieron de nuevo aplicación activa, en expedición tan notable desde el punto de vista marinero, como la llevada a cabo en 1785 por el capitán de navío Antonio de Córdova, comandante de la fragata Santa María de la Cabeza, al estrecho de Magallanes, con objeto, entre otros, de experimentar si realmente valía la pena acometer sus pasos, con los buques de vela de aquel tiempo, a pesar de los huracanados vientos de componente oeste y las fuertes corrientes, o bien si era mejor desafiar los temporales del mar abierto, doblando el cabo de Hornos. Alcalá Galiano fue designado para formar parte de esta expedición por recomendación especial de Tofiño, por tener fama de aventajado en los estudios astronómicos y en el manejo de los instrumentos necesarios; era ya teniente de fragata.
Otra de las expediciones hidrográficas en que tomó parte Galiano, fue la que tuvo por objeto determinar la verdadera posición de las islas Terceras, situadas algo a la ligera por el oficial de la marina francesa Flerieu. La corte de Lisboa dio toda clase de facilidades, ya que se trataba de cosa de mucho interés para la navegación. La corrección de la carta de las Azores se dispuso la efectuasen la fragata Santa Perpetua y los bergantines Vivo y Natalia, mandado este último por Alcalá Galiano. Tofiño fue designado jefe de la pequeña flotilla.

### La expedición Malaspina
Nuevamente, Galiano se mete de lleno en una expedición científica. Esta vez, en la célebre llevada a cabo en 1789 por el capitán de navío Alejandro Malaspina, con las corbetas Descubierta y Atrevida, la primera mandada por Malaspina, jefe de la expedición, y la segunda por José de Bustamante y Guerra, también del mismo empleo que el primero.
Esta expedición, siguiendo la estela de James Cook y Jean-François de La Pérouse, se efectuaba no sólo con fines hidrográficos y astronómicos, sino también para estudio de la botánica y de las ciencias naturales en general, a cuyo efecto embarcaron naturalistas y dibujantes. Otro importante objeto de la expedición era conocer la verdad del estado de los  territorios españoles de ultramar y sus necesidades políticas, económicas y militares. Galiano trabajó en la expedición con su ahínco acostumbrado y publicó al final una interesante Memoria con el resultado de sus observaciones astronómicas y cálculos.
Tras doblar el cabo de Hornos en compañía de Malaspina, recalaron juntos en Acapulco, donde recibieron la orden de efectuar una detallada exploración para comprobar o desechar la idea de la existencia del Paso del Noroeste, unión entre los océanos Atlántico y Pacífico, como había asegurado el navegante español Lorenzo Ferrer de Maldonado y también Juan de Fuca. A tal efecto, se propuso al virrey que los capitanes de fragata Dionisio Alcalá-Galiano y Cayetano Valdés dejasen la expedición de Malaspina, tomasen el mando de las goletas Sutil y Mejicana y llevasen a cabo un prolijo reconocimiento del estrecho de Juan de Fuca. Ambos barcos eran de muy poco calado, a propósito por ello para navegar por canales de poco fondo. La Sutil, aparejada de bergantín, y la Mejicana, de goleta, ambas bien pertrechadas de instrumentos astronómicos, antiescorbúticos y de objetos de rescate para regalar y cambiar con los indios. Como segundos iban los tenientes de navío Vernaci y Salamanca; Galiano, como oficial más antiguo, mandaba la expedición.
Visitaron primero el puerto de Nutca, donde había un puesto y varios buques españoles. Por observaciones astronómicas obtuvieron la longitud de Nutca, para referir a ella todas las demás por medio de los cronómetros, y procedieron a efectuar los reconocimientos ordenados luchando con las rápidas corrientes y los fuertes vientos encajonados entre altas montañas.
Antes de retornar a Nueva España, trabó conocimiento y cortés amistad con el célebre explorador George Vancouver. Con él los españoles cambiaron información sobre los descubrimientos realizados por los de una y otra nación, y una vez reconocidas todas las calas, con los buques o con los botes, y no hallada salida alguna, se dieron por terminadas estas exploraciones, demostrándose el carácter apócrifo del viaje que confirmaba al estrecho de Fuca como canal de unión entre los dos océanos.
Desarmadas las goletas, Galiano regresó a España vía México y Veracruz, llegando en los últimos meses del año 1794; había sido ascendido a capitán de navío en enero de ese mismo año.
Se considera a Galiano como inventor del procedimiento de hallar la latitud por observación de altura polar, de un astro a cualquier distancia del meridiano, aunque Mendoza, en la edición de sus tablas de 1809, se atribuya la paternidad del procedimiento. Quizá fuese también inventor por su lado, pero lo cierto es que queda demostrado en la «Memoria» de sus observaciones de longitud y latitud publicadas en 1796 que Alcalá-Galiano se le adelantó.
Trata en ella de cómo hallar la longitud de un lugar por dos alturas del sol observadas fuera del meridiano; deducirla por algunas estrellas en los crepúsculos aunque estén distanciadas de él; hallar la longitud por la distancia de la luna al sol o a una estrella.
De regreso a la Corte, obtuvo el hábito de la Orden de Alcántara por cédula real de fecha 5 de diciembre de 1795. La fama adquirida en sus anteriores trabajos le hizo ser designado para levantar el nuevo mapa topográfico de España, una vez firmada la paz de Basilea.
Cuando todos los preparativos estaban ultimados, la desgracia en que cayó el recién retornado Malaspina arrastró a los que eran sus amigos, incluso los no complicados en la conspiración contra Godoy, que le llevó a la prisión y al destierro. Galiano fue destinado al departamento de Cádiz, en cuyo puerto le fue conferido el mando del navío Vencedor.

### Las guerras napoleónicas

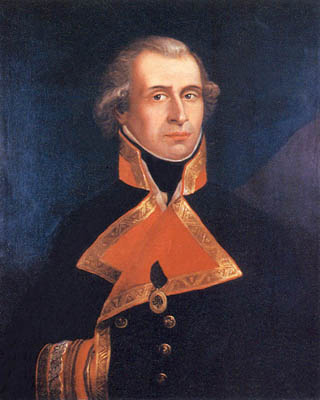
Dionisio Alcalá-Galiano. (Museo Naval de Madrid).

El tratado de San Ildefonso renovó la alianza con Francia el 18 de agosto de 1796. Ello trajo consigo el intento de bombardeo de la escuadra de Nelson a Cádiz en 1797, en cuya defensa Galiano tomó parte principal y decisiva, al mando de algunas de las famosas “cañoneras”.
En 1798 Alcalá-Galiano es comandante del navío San Fulgencio y con él, en una noche tempestuosa, fuerza el bloqueo de Cádiz que mantenían los ingleses, realizando un viaje a América en busca de caudales de que estaba tan necesitada la Hacienda regia. A los 28 días de la salida llegó a Cartagena de Indias, continuando después a Veracruz. De allí, regresó a España con varios buques, pasando antes por La Habana donde quedaron las fragatas Juno y Anfitrite. Componían su división los navíos de línea San Fulgencio y San Ildefonso, así como las fragatas Esmeralda, Clara y Medea. Logró entrar en Santoña pese a la persecución de que le hicieron objeto los británicos. Para burlarlos remontó a ganar latitud hasta cerca de los bancos de Terranova. Trajo un total de siete millones de duros (monedas de a ocho reales) y diversos productos de ultramar.
El buen éxito de la expedición hizo que se pensase en repetirla y para ello pasó Alcalá-Galiano a Ferrol y sin ver a los suyos, se dispuso a volver a América en el navío San Pedro de Alcántara, cuyo mando había tomado. A la ida burló a sus perseguidores, pero no así a la vuelta, pues habiendo entrado en La Habana procedente de Veracruz como la vez anterior, cuando llegó la hora de salir encontró vientos contrarios, a más de las fuerzas británicas esperándole en superior número. En La Habana le sorprendió la Paz de Amiens. Después de firmada ésta, se encomendó a Galiano la traída de la segunda remesa de plata, que vino a España.
A su regreso a Cádiz le fue conferido el mando del navío Bahama de 74 cañones:

Feo en su exterior —lo describe su hijo Antonio en sus «Memorias»— aunque hecho de soberbio maderaje de cedro con tablazón de grandes dimensiones, encogido de proa y popa, mal configurado así como airoso de costado, muy velero navegando a un largo, aunque ciñendo el viento no era de los más finos y buque por otra parte destinado a servir, al que en esta ocasión tomaba su mando, de glorioso teatro de sus hazañas y muerte en un memorable y fuerte combate.

El buque formaba parte de una escuadra que debía ir a Nápoles a buscar a la futura princesa de Asturias, pero la boda con el príncipe don Fernando se aplazó y la escuadra entró en Argel en visita de miras diplomáticas. El Bahama, con la fragata Sabina, se destacó para desembarcar una comisión relacionada con el mismo asunto. La escuadra pasó seguidamente a Cartagena y allí el Bahama fue incorporado a la escuadra del marqués del Socorro destinada a ir a Nápoles a buscar a la princesa María Antonia de Borbón, prometida del Príncipe de Asturias, que posteriormente gobernaría como Fernando VII.
Con motivo de la boda de los Príncipes se concedieron muchas mercedes y ascendió Galiano a brigadier, no quedando contento por considerar que no debía recibir como merced entre las conferidas a muchos, lo que en justicia y como distinción le correspondía. 
Manifestó su disgusto a Manuel Godoy y poco después se le comunicó que S.M. concedía a su hijo la gracia de alférez de fragata, con el privilegio que fuese educado precisamente a las órdenes de su propio padre; pero Galiano, que tenía otros planes con respecto a su hijo, no aceptó esta gracia altamente honrosa.
Estando en Nápoles, a donde llevaron a los príncipes de aquel reino, Alcalá-Galiano transbordó a la fragata Soledad, con orden de dirigirse a los mares de Grecia y Turquía y levantar las cartas del Mediterráneo Oriental, de cuyos parajes no había entonces en Europa más que una mala carta británica con errores capitales, hasta en las latitudes de las islas y escollos que las forman. Entre ellos navegó en el mes de diciembre sin haber tenido una avería; marcó y situó astronómicamente todas aquellas islas e islotes y continuó su camino hasta Buyukderé y embocadura del mar Negro.
Durante esta memorable campaña mereció el respeto y consideración, así de las autoridades turcas de los países que recorrió, como de los representantes y comandantes extranjeros con quienes se encontró, tanto en Constantinopla como en Atenas, que también visitó, y en todos los puertos del Mediterráneo oriental donde estuvo. Después de visitar el golfo de Lepanto, emprendió el retorno costeando el Asia Menor y las costas de África del Norte, situando islas y otros accidentes hidrográficos. Terminó sus trabajos en el cabo de Bon, entrando en Túnez para comprobar la marcha de los cronómetros. De regreso a España, formó la carta de aquellos parajes con suma maestría, viajando al efecto a Madrid llamado por real orden.
Otra real orden le desterraba de la corte con destino a Cádiz, donde remató sus trabajos, sin que se le hubieran dado las gracias. El 16 de septiembre de 1805 estaba en Cádiz ocupado en escribir la relación del viaje, que no había podido terminar en la capital.

### Trafalgar
Puesto que desde el 12 de diciembre de 1804 existía estado de guerra con el Reino Unido, por la agresión injustificada llevada a cabo contra cuatro fragatas españolas a la altura del cabo de Santa María, se había conferido a Alcalá-Galiano el mando del navío Santa Ana, de 112 cañones, del que después fue relevado, para ocuparse por entero «al desempeño de los trabajos relativos a su expedición en que había estado empleado en el Mediterráneo, terminando por fin la "Relación"».
Cuando empezaron los armamentos en el departamento de Cádiz con toda intensidad, Galiano se dirigió al Príncipe de la Paz, rogándole le confiriese un destino que pudiese servir a su Patria con las armas. Se le dio el mando del navío Glorioso, que permutó por el San Leandro, y a finales de mayo tomó de nuevo el mando del Bahama. La escuadra combinada entró en Cádiz después de la expedición contra la Martinica, y las fuerzas del general Álava que estaban de apostadero quedaron a las órdenes de Federico Gravina.
La débil escuadra bloqueadora de Cuthbert Collingwood se fue reforzando más y más. Alcalá-Galiano se ofreció de nuevo para forzar el bloqueo e ir a América en busca de caudales.
Ordenada por Napoleón a Villeneuve la salida de la escuadra, se convocó a bordo del buque insignia un consejo de guerra al que asistieron Churruca y Galiano como únicos brigadieres, el segundo en calidad de comandante del Cuerpo de Pilotos.
Al refutar la opinión general de los españoles, expuesta por el mayor general Escaño, de ser contrarios a la salida sin esperar un debilitamiento de los británicos, el contraalmirante Magón se expresó de manera harto inconveniente. Alcalá-Galiano, de carácter vehemente, le replicó con acaloramiento, llegando al punto de temerse un duelo entre ambos.
Galiano había acompañado a su familia dos días antes a Chiclana, con el pensamiento de volver pronto, pues era cosa decidida que la escuadra no saldría. No obstante, de improviso, en la madrugada del 19 de octubre salió el Bahama formando parte de una división avanzada mandada por Magón.
Ya fuera toda la escuadra, el Bahama formaba parte de la segunda división de la escuadra de observación mandada por Gravina. En la mañana del 21 quedó en la línea a retaguardia, entre el Plutón y el Aigle, ambos franceses.
Alcalá-Galiano presentía el duro golpe que iba a recibir España en su Armada y estaba resuelto a perecer con honor. Dirigiéndose al guardiamarina Butrón, su pariente, y señalándole la bandera, le dijo: «Cuida de no arriarla aunque te lo manden, porque ningún Galiano se rinde y ningún Butrón debe hacerlo».
El Bahama se batió heroicamente con dos navíos enemigos y en algún momento con tres. En la enérgica defensa que Galiano realizó de su buque, recibió primero una contusión en la pierna a consecuencia de un balazo que le dobló el sable. Después un astillazo en la cara que le hizo perder mucha sangre, negándose a dejar su puesto. Otra bala le arrebató el anteojo de las manos y, por último, un proyectil de cañón de mediano calibre le destrozó la cabeza quitándole la vida.
Desarbolado el buque y todo cubierto de cadáveres, el teniente de navío en quien recayó el mando, juzgando toda resistencia inútil y hallándose ya el navío falto de todo poder combativo, ordenó arriar la bandera, cosa que no tuvo que hacer el guardiamarina Butrón, que ya había sido herido gravemente. El furioso temporal que siguió al combate arrojó al Bahama contra la costa.
Recibió sepultura en la mar y su recuerdo es perpetuado en el Panteón de Marinos Ilustres con una lápida, colocada en la tercera capilla del Oeste, que dice lo siguiente:

A la memoria

del Brigadier de la Armada

Don Dionisio Alcalá Galiano,

muerto gloriosamente sobre el navío de su mando

el Bahama en el combate de Trafalgar

el 21 de octubre de 1805